# جيم تشونيس
جيم تشونيس (بالإنجليزية: Jim Chones)‏ مواليد 30 نوفمبر 1949 في راسين، هو لاعب كرة سلة أمريكي معتزل. بدأ مسيرته الاحترافية في سنة 1973. تم اختياره من قبل فريق لوس أنجلوس ليكرز خلال الدرافت. يبلغ طوله 6 قدم 11 بوصة (2.1 م). اعتزل اللعب في 1983. فاز بلقب دوري إن بي إيه. أحرز خلال مسيرته في الإن بي إيه 7664 نقطة بمعدل 12.3 نقطة في المباراة الواحدة.

## المسيرة الاحترافية
لعب مع بروكلين نتس في موسم 1972–73 ، ثم لعب مع كليفلاند كافالييرز من سنة 1974 إلى 1979، ثم لعب مع لوس أنجلوس ليكرز من سنة 1979 إلى 1981، ثم لعب مع واشنطن ويزاردز في موسم 1981–1982، ثم لعب مع فلورنسا في موسم 1982–1983.

## روابط خارجية
- جيم تشونيس على موقع إن بي أي (الإنجليزية)
- جيم تشونيس على موقع سبورتس رفرنس (الإنجليزية)
- جيم تشونيس على موقع كلية كرة السلة في سبورتس رفرنس.كوم (الإنجليزية)
- جيم تشونيس على موقع ريلجم (الإنجليزية)
- جيم تشونيس على موقع بروبوليرز (الإنجليزية)